# Benno Moiseiwitsch
Benno Moiseiwitsch (ucraïnès: Мойсеєвич Бенно)  (Odessa, 22 de febrer de 1890 - Londres, 9 d'abril de 1963), rus: Бенно Моисеевич Benno Moissiéievitx, ucraïnès: Бенно Мойсеєвич Benno Moisséievitx, fou un pianista britànic d'origen rus i ucraïnès.

## Biografia
Moiseiwitsch va néixer de pares jueus a Odessa, Imperi Rus (avui part d'Ucraïna), i va començar els seus estudis als set anys amb Dmitri Klímov a l'Acadèmia de Música d'Odessa. Va guanyar el premi Anton Rubinstein quan només tenia nou anys i després, entre el 1904 i el 1908, va estudiar a Viena amb Theodor Leschetizky. El 1908 s'instal·là a Gran Bretanya on debutà amb un recital a Reading.
Mentre estava a Dublín durant la guerra, va conèixer una altra estudiant de Leschetizky, Mabel Lander, i van començar els plans per establir una escola de piano junts a Londres, que utilitzaria el mètode Leschetizky. Però els plans van haver de ser abandonats a causa del programa de concerts internacionals cada cop més pesat de Moiseiwitsch. Va fer una gira pels Estats Units (primerament el 1919), Austràlia, Índia, Japó i Amèrica del Sud. Moiseiwitsch va ser convidat pel director Josef Hofmann per ensenyar al Curtis Institute of Music el 1927. Es va establir a Anglaterra i va rebre la ciutadania britànica el 1937.
Moiseiwitsch va ser nomenat Comandant de l'Orde de l'Imperi Britànic (CBE) el 1946 pels seus serveis a la música durant la Segona Guerra Mundial, després d'haver realitzat centenars de recitals per a militars i organitzacions benèfiques.
Es va casar amb Daisy Kennedy, una violinista australiana de concert. La parella va tenir dues filles, Sandra i l'escenògrafa, Tanya Moiseiwitsch. Ell i la seva segona dona, Anna Gensberger, van tenir un fill, el famós periodista de la ràdio nacional de Nova Zelanda Boris Stanislav Moiseiwitsch.
Va ser amic de Nikolai Médtner i li va encarregar el Concert per a piano núm. 3 "Ballade" (1940–43). Igual que el seu amic Mark Hambourg era membre del Savage Club. També era un hàbil lluitador, i va organitzar diversos combats amistosos amb el crític musical Ralph Hill, que també era un entusiasta de la lluita.

## Repertori
Com a pianista, Moiseiwitsch és conegut sobretot per les seves interpretacions de les obres de Rakhmàninov, que el mateix compositor considerava en alguns casos millors que les seves. Els enregistraments força nombrosos de Moiseiwitsch inclouen concerts de Beethoven, Grieg, Saint-Saëns, Txaikovski, Quadres d'una exposició de Mússorgski, obres de Chopin, Weber, Ravel, Médtner i altres compositors. També va retre homenatge als compositors britànics contemporanis, tocant en particular el Concert per a piano de Frederick Delius (editat per Theodor Szántó) i el segon concert de Charles Villiers Stanford.